# Latoenehoeve

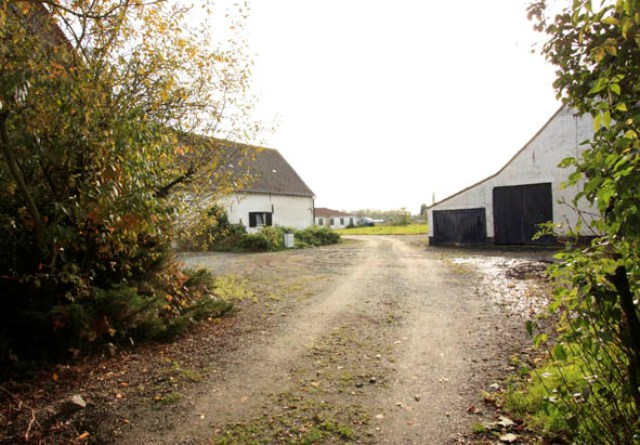
Latoenehoeve aan de Kaaslei te Putte in 2010

De Latoenehoeve, ook wel Kaashoeve genoemd, is een omgrachte boerderij uit de achttiende eeuw in de gemeente Putte (Belgische provincie Antwerpen). De straat waarin ze gelegen is (Kaaslei) heeft haar naam ontleend aan deze hoeve. In 2019 werd ze als vastgesteld bouwkundig erfgoed opgenomen in de Inventaris van Onroerend Erfgoed.

## Geschiedenis
De hoeve staat ongeveer op dezelfde plaats waar vroeger "Het Waesbeke Hof' (of "Hof van Waesbeecke") was, een kleine heerlijkheid nabij de Waasbeek, de latere Kalverbeek. In 1473 was de Mechelse ridder Philip(s) Kerman(s) eigenaar van Waesbeke, dat bestond uit een huis en 25 bunders land, bos, weide en heide. De hoeve onderging een verbouwing tussen 1754 en 1761, waarbij het dwarshuis werd opgericht, getuige de datum 1754 op de centrale haard en 1761 op de sluitsteen van de korfboogdeur. De kern van het woonhuis, met name de opkamer, bevat nog verschillende 17de-eeuwse elementen zoals de haard in de opkamer. De omwalling was reeds lang aangelegd voor de bouw van de huidige gebouwen. Op de kaart van Ferraris staat de hoeve vermeld als 'Ce Waesbeke', bij Van de Maelen 'Latoene hoef'.
De hoeve is lang in het bezit geweest van de adel, waaronder ridder Hiëronymus Helman, stadhouder van de koning in het Leenhof van het Land van Mechelen, gestorven op 30 oktober 1687. Zijn dochter Constance Corneille Helman trad in het huwelijk met Jan Nicolaas Rubens, een kleinzoon van de grote Antwerpse schilder Pieter Pauwel Rubens. Jan Nicolaas Rubens, Heer van Rameyen, van Waesbeke en van Berlaar, werd zo eigenaar van de hoeve.

## Beschrijving
Onderstaande beschrijving is ontleend aan erfgoedonderzoek dat in situ werd gedaan door Marc Laenen, specialist agrarisch erfgoed en conservator van openluchtmuseum Bokrijk.

### Algemeen
Het gaat om een boerderij met losse bestanddelen in de Kaaslei 2 te Putte in een gebied dat voornamelijk gekenmerkt wordt door zandige en zand-lemige bodems. Ze is een typisch variante van een boerderijvorm die in de streek frequent voorkomt: Ze hebben allemaal als kern een woonstalhuis met een losstaand wagenhuis, schuur en bakhuis, zijn in baksteenmetselwerk gebouwd en hebben grosso modo dezelfde structuur.
Er zijn meerdere boerderijen van dit type uit de XVIIde tot de XXste eeuw in de regio bekend. Er werden enkele voorbeelden in de omgeving, onder meer de twee Midzeelhoeves in Sint Katelijne Waver uit 1712 en 1713, en de Kranshoeve in Putte uit 1714.

### Aanlegvorm
Het erf is omgord met een ringgracht en toegankelijk via een poort, die blijkbaar al in de vroege XVIIIde of zelfs XVIIde eeuw bestond, zoals blijkt uit de figuratieve kaart uit de vroege XVIIIde eeuw. Op de kaart van graaf de Ferraris uit het einde van de XVIIIde eeuw, is de toestand nog dezelfde en op de primitieve kadasters uit de vroege XIXde eeuw is de indeling bewaard gebleven. De ringgracht is van groot belang. De boerderijen in de regio hebben wel een halfbovengrondse kelder met voutekamer omwille van de relatief hoge watertafel, maar doorgaans geen ringgracht. De aanwezigheid van die gracht zal voor de drainering van het erf gediend hebben, maar wijst evenzeer, zelfs eerder op de sociale status van de boerderij.

### De gebouwen
De toegangspoort is reeds te zien op een kaart van de XVIIde eeuw. Vermoedelijk heeft ze duifrecht gehad aangezien er boven de ingangspoort duiventillen bewaard zijn gebleven. Het was dus een "heerlijke" census (of herenhoeve). De poort wordt geflankeerd door twee monumentale welkomstlindes.
Het woonstalhuis is een verdere ontwikkeling van een ouder woonstalhuis met een oorspronkelijke kern in baksteenmetselwerk met gedagstreepte voegen waarschijnlijk uit de XVIIde eeuw. Die muur is nog gedeeltelijk bewaard onder meer in de noordelijke muur, in de oudste kelder en voutekamer. Deze oude kern werd uitgebreid met een nieuw woon - en staldeel: Tegen de rug van de oude 17e-eeuwse haard van de voutekamer werd een nieuwe wandhaard met zwarte en rode baksteentjes in de haardwand en haardwangen gebouwd met een bouwdatum op de haardbalk van de schoorsteenboezem: 1754. Verder omvatte het nieuwe woonstalhuis een nieuw “huis”(keuken). Aan de noordkant bevond zich de moos met moosbank. Vroeger was die waarschijnlijk bevloerd met rode en zwarte baksteentjes op de kant zoals blijkt uit de vloeren in de Midzeelhoeves en de Krankhoeve. Van daaruit is de oude gewelfde kelder onder de voutekamer met een schuin liggend luik toegangelijk. Naast deze oude kelder werd een tweede  kelder in een noordelijke aanbouw aangebracht dit keer met balklaag en eigen luik. 
Belangrijk is dat het ”huis” door een secundaire muur opgesplitst werd in een noordelijk deel met de moos en die op die manier het “huis” vrijwaarde van tocht. Ook belangrijk is de toegang tot de stalpartij. Zij werd dichtgemetseld. In verwante Kempische boerderijen met potstallen is die connectie met de stalpartij nodig voor het vervoer van het veevoer van de keuken naar de voederbakken in de stal. 
Een kamer had men al: De voutekamer had die functie. Dat leidt tot de veronderstelling dat de oude 17e-eeuwse kamer voor de heer zou kunnen gediend hebben en de toegevoegde kamer voor de boer. 
De stalpartij is geen potstal, maar een kleine “groepstal” met korte ligbedden met een rooster in het midden voor de afvoer van mest en urine.
De afmetingen van de huisstoel van de stal geven de indruk dat het gaat om recuperatiemateriaal, zelfs om recuperatie van een hele stalstructuur. Aan de noordkant werden de ankerbalkstructuren bewaard. Aan de zuidkant rusten de gebintbalken op de pilasters van een rondbogige stalpoort. De sporen van vroegere korbelen zijn daar nog zichtbaar. 
De dakstoel is van groot belang voor het begrijpen van het gebouw. Hij bestaat uit een reeks dekbalkjukken met schoringen in de dwarse en langse richting. Op deze dakgebinten staan nokgebinten met schoringen in beide richtingen. Ze zijn van west naar oost voorzien van telmerken van I tot VI. De gebintstijlen zijn in de wandplaat van de stal verankerd met blokkelen. Het gaat om verzorgd professioneel werk. De dakstoel heeft een relatief steile helling, die normaal in gebruik is bij daken in stro en was aanvankelijk voorzien van kepers, die op de wandplaten van de stal met houten toognagels bevestigd waren. Die toognagels zijn nog gedeeltelijk bewaard. 
Het woonstalhuis heeft drie belangrijke ontwikkelingsfasen gekend: van een vermoedelijk 17e-eeuwse kern over een uitbreiding in 1754 tot een L-vormig bouwvolume door de toevoeging van een kamer in 1761. Men hergebruikte in 1754 een koeienstal die in de XXste eeuw aangepast werd, misschien naar aanleiding van de aanpassing van het stalsysteem.
De schuur is een belangrijk getuige van de bedrijfsgeschiedenis. Het gaat om een langsdeelschuur: een schuur met de dorsvloer in de langse richting. De oude afbeeldingen laten veronderstellen dat men in die oudste fase al een langsdeelschuur had.
Toch blijkt uit de analyse van de constructie dat ook dit gebouw een geschiedenis heeft. Het gebouw bevat naast de dorsvloer met de tasruimtes een paardenstal. Die is aan de oostkant toegevoegd en ook daar toegankelijk. De analyse van de constructie laat toe vast te stellen dat de kern van de huisstoel van de stal-schuur hergebruikt en herwerkt is.
De ruimte bestaat uit vijf traveeën met ankerbalkgebinten, waarvan de zuidelijke stijlen tot op de sokkel doorlopen.  Aan de noordkant werden de oorspronkelijke gebintstijlen tot op zekere diepte afgezaagd en opgevangen in balken, die vanop de noordelijke stalmuur even inwaarts tegen nieuwe gebintstijlen genageld werden en zo ruimte voor de dorsvloer creëren. Deze nieuwe stijlen werden weliswaar met pen en gat-verbindingen in de oorspronkelijke bintbalk vergaard, maar blijken secundaire constructies te zijn die bij het bouwen van de schuur ingewerkt werden. Men hergebruikte een bestaande structuur en voegde er een gebint aan toe om de paardenstal te integreren. Dit gebint heeft een dubbele ankerbalkconstructie, de onderste blijkbaar om de muur van de paardenstal te steunen. 
De homogeniteit van de dakstoel en de over gans de schuur doorlopende constructie voor het maken van de dorsvloer wijzen op het feit dat de bouw van de schuur met een paardenstal één constructieprogramma was.
Daarnaast bevindt zich op het terrein ook een lage stal die meer recent dienst deed als melkerij. Dit gebouw werd opgericht in het interbellum.

### Websites
Balat.kikirpa.be: geen afbeeldingen gevonden (09/07/2019) 
Inventaris.onroerenderfgoed.be: Agentschap Onroerend Erfgoed 2019: Latoenehoeve [online] https://id.erfgoed.net/erfgoedobjecten/2724
Kempenserfgoed.be Kempenskarakter.be 
www.bloggen.be/heemkringputte/: cf. iconografie & cartografie 
www.cartesius.be: cf. iconografie & cartografie 

### Publicaties
KENNES & STEYAERT 1997 Kennes H. & Steyaert R., Inventaris van het cultuurbezit in België, Architectuur, Provincie Antwerpen, Arrondissement Mechelen, Kantons Duffel - Heist-op-den-Berg, Bouwen door de eeuwen heen in Vlaanderen 13N4, Brussel – Turnhout, 1997. 
VEKEMANS 1998 Vekemans A., Putse hoeven, in Jaarboek van de Heemkring Het Molenijzer, 1998.
VEKEMANS 1999 Vekemans A., Putse hoeven (vervolg), in Jaarboek van de Heemkring Het Molenijzer, 1999.
BOGAERTS 2000 Bogaerts K., Brandt de Latoenehoef?, in Het Molenijzer, December 2000.